# San Francesco (Strozzi)
San Francesco è un dipinto attribuito a Bernardo Strozzi. È conservato a Campagnola Cremasca, nella chiesa parrocchiale.

## Descrizione
Si tratta di uno dei tanti dipinti in cui lo Strozzi raffigurò san Francesco in estasi o in preghiera. Il tema barocco dell'emozione e del trasporto è qui gestito con pacatezza e moderazione, senza cedimenti retorici.
L'opera ricorda quelle di analogo soggetto conservate a Genova (Palazzo Bianco, Palazzo Rosso, collezione Rubinacci) e a Siena (Pinacoteca), ma mantiene una sua originalità creativa.

## Attribuzione e datazione
L'opera, rimasta sempre inedita e pressoché sconosciuta, è attribuita alla mano del maestro da Cesare Alpini, stante l'elevata qualità realizzativa. Le incertezze cronologiche sullo Strozzi rendono ardua una datazione anche di questo dipinto, realizzato comunque nella fase più matura della sua produzione, una volta svanito lo stilema manierista giovanile.

## Influenza
Bernardo Strozzi è annoverato fra le principali fonti di ispirazione dei due principali autori del seicento cremasco, il Lucini e il Barbelli, e il dipinto di Campagnola potrebbe esserne conferma.

## Collocazione

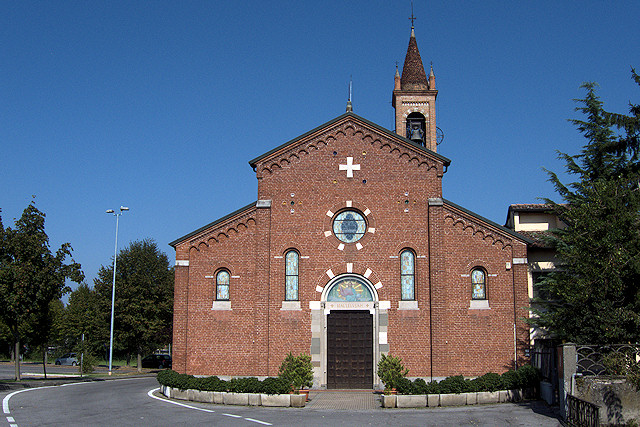
La chiesa parrocchiale di Campagnola Cremasca

L'alta qualità dell'opera fa da contraltare alla modestia della inusuale collocazione: Campagnola Cremasca, con la sua chiesa parrocchiale, è difatti una località priva di particolare interesse culturale e artistico.